# 台湾の姓
本項目では台湾の姓について記述する。
台湾は漢人を主体としており、数多くの漢姓が存在する。陳が最多であり、林が続き、中国大陸の閩南系移民の比率と密接な関係を持つ。そのため台湾では「陳林滿天下」(全国各地に陳姓と林姓が満ち溢れている)という俗話が存在するほどである。このほか、中国大陸政権の長期的な統治下において、清朝時期の賜姓政策や国民政府が施行した『修正台灣省人民回復原有姓名辦法』により、現在台湾原住民の多くが漢姓を名乗っている。

## 漢姓

### よく見られる姓
2018年に発表された内政部戸政司の『全國姓名統計』によると、台湾には1,832の姓が存在し、新北市、台北市の姓氏総数が台湾1、2位を占めている(新北市が1,250種類、台北市が1,202種類)。上位10大姓は陳、林、黄、張、李、王、呉、劉、蔡、楊とすべて単姓であり、合計で約1,244万人となり、総人口の52.78%を占める。上位100大姓で総人口の96.57%を占め、約2276万人に上る。複姓と複合姓では、張簡、欧陽、范姜、周黄が上位4大姓であり、計2.1万人を占める。
| 順位 | 姓 | 人数(万人) | 比率(%) |
| 1    | 陳 | 262.79     | 11.15   |
| 2    | 林 | 196.04     | 8.32    |
| 3    | 黄 | 142.67     | 6.05    |
| 4    | 張 | 124.25     | 5.27    |
| 5    | 李 | 120.88     | 5.13    |
| 6    | 王 | 96.76      | 4.10    |
| 7    | 呉 | 95.24      | 4.04    |
| 8    | 劉 | 74.31      | 3.15    |
| 9    | 蔡 | 68.67      | 2.91    |
| 10   | 楊 | 62.62      | 2.66    |
| 11   | 許 | 54.84      | 2.33    |
| 12   | 鄭 | 44.37      | 1.88    |
| 13   | 謝 | 41.49      | 1.76    |
| 14   | 洪 | 35.38      | 1.50    |
| 15   | 郭 | 35.19      | 1.49    |
| 16   | 邱 | 34.37      | 1.46    |
| 17   | 曽 | 33.87      | 1.44    |
| 18   | 廖 | 31.62      | 1.34    |
| 19   | 頼 | 31.11      | 1.32    |
| 20   | 徐 | 29.66      | 1.26    |

### 姓の一覧
下記の表は2018年発表の内政部戸政司の資料に基づく。学者の潘英の定義に基づくと、総人口を姓の総数で割った数よりも人数が少ない姓を稀姓(珍しい姓)と呼び、これより多いものを大姓または準大姓と呼ぶ。この定義を用いると、譚以下の姓は台湾における稀姓であるといえる。その姓の人口が台湾の人口の1万分の1以下(約2,357人)の場合、罕姓(極めて珍しい姓)と呼ばれる。第47位の翁から人口が10万人を割り、120位の粘から1万人を割り、173位の谷以下は3,000人を下回っており、253位の甯から1,000人を下回る。
1-20位
陳、林、黃、張、李、王、呉、劉、蔡、楊、許、鄭、謝、洪、郭、邱、曽、廖、頼、徐
21-40位
周、葉、蘇、荘、呂、江、何、蕭、羅、高、潘、簡、朱、鍾、游、彭、詹、胡、施、沈
41-60位
余、盧、梁、趙、顔、柯、翁、魏、孫、戴、范、方、宋、鄧、杜、傅、侯、曹、薛、丁
61-80位
卓、阮、馬、董、温、唐、藍、石、蔣、古、紀、姚、連、馮、欧、程、湯、黄、田、康
81-100位
姜、白、汪、鄒、尤、巫、鐘、黎、涂、龔、厳、韓、袁、金、童、陸、夏、柳、凃、邵
101-120位
銭、伍、倪、溫、于、譚、駱、熊、任、甘、秦、顧、毛、章、史、官、万、兪、雷、粘
121-140位
饒、張簡、闕、凌、崔、尹、孔、欧陽、辛、武、辜、陶、易、段、龍、韋、葛、池、孟、褚
141-160位
殷、麦、賀、賈、莫、文、管、関、向、包、丘、梅、范姜、華、利、裴、樊、房、全、佘
161-180位
左、花、魯、安、鮑、郝、穆、塗、邢、蒲、成、谷、常、閻、練、盛、鄔、耿、聶、符
181-200位
申、祝、繆、陽、解、曲、岳、斉、籃、應、單、舒、畢、喬、龎、翟、牛、鄞、留、季
201-220位
覃、卜、項、凃、喩、商、滕、焦、車、買、虞、苗、戚、牟、雲、巴、力、艾、楽、臧
221-240位
司、樓、費、屈、宗、幸、衛、尚、靳、祁、諶、桂、沙、欒、宮、路、刁、時、龐、瞿
| 順位 | 全ての姓における順位 | 複姓 | 人口  |
| 1    | 129                  | 欧陽 | 7,860 |
| 2    | 323                  | 司徒 | 495   |
| 3    | 388                  | 上官 | 295   |
| 4    | 439                  | 端木 | 208   |
| 5    | 454                  | 諸葛 | 187   |
| 6    | 513                  | 皇甫 | 125   |
| 7    | 649                  | 尉遅 | 63    |
| 8    | 652                  | 申屠 | 62    |
| 9    | 676                  | 司馬 | 54    |
| 10   | 848                  | 軒轅 | 25    |
| 11   | 859                  | 夏侯 | 24    |
| 12   | 860                  | 鮮于 | 24    |

### 地域分布
雲林県や宜蘭県における最大姓が林であるのを除き、そのほかの台湾各県・市における最多人口の姓は全て陳である。范姜は桃園市に多く分布し、張簡は殆どが高雄市に分布している。一般的には、台湾北部の姓が南部に比べて豊富であるとされる。
台湾の単姓村は現在もなお存在している。
- 彰化県福興郷頂粘村では、人口の53%が粘姓である。
- 嘉義県布袋鎮岱江里では、人口の80%が蔡姓である。
- 嘉義県太保市東勢寮里では、人口の80%近くが龔姓である。

このほか、歴史や文化的な要因により、罕姓(極めて珍しい姓)には特殊な分布をしているものがある。例として、シラヤ族の買は台南市の山岳地帯でよく見られる。高雄市内門区もまたシラヤ族が分布しており、机や力等の極めて珍しい姓が多く存在する。

### 民族
多くの姓が民族と関連があると考えられている。例を挙げると、鍾、范、彭、古等の姓は典型的な客家人の姓であり、1956年の人口一斉調査報告によると、鍾、范、彭、古の四姓において65.2%、71.4%、73.4、75.2%がそれぞれ客家人となっている。台湾において、平埔族に毒、力、兵等の特殊な姓はみられるものの、希少な姓の多くが外省人により持ち込まれたものである。『台湾人口之姓氏分布』(1968)内の資料によると、外省人が9割以上を占める珍しい姓に賈、郝、閻、崔、應、斉、喬、翟等がある。しかし例外もあり、闕、利、花、練、易、邵、鄞等の姓は台湾閩南人の可能性が高い。もしさらに細かく分類するのなら、回族の馬や満州族の鈕等、大陸の少数民族由来の姓もまた存在する。
潘は台湾原住民と密接な関係があり、屏東平原に数多く存在するマカタオ族の集落には大量の潘姓の人家がみられる。高樹郷加蚋埔や内埔郷中林村等がその例である。クバラン族には特殊な偕姓が存在する。南投県信義郷の全や谷、屏東県霧台郷の杜や包、台東県の陽等は山地原住民に多く分布する姓の例である。

## 原住民の伝統的な姓
1995年2月17日に「台灣原住民族回復傳統姓名及更正姓名作業要點」（台湾原住民の伝統的な姓名の回復及び姓名訂正作業の要点）が発布されたのち、原住民の伝統的な姓名に戻した人数は2018年の統計時で2,900人弱にとどまっている。これは2003年時の866人と比べると増加してはいるが、総人口のおよそ2.5%を占める原住民人口から考えると、伝統的な姓名に戻したものは全人口の僅か0.01%に過ぎない。